# Caenurgina erechtea
Caenurgina erechtea är en fjärilsart som beskrevs av Pieter Cramer 1782. Caenurgina erechtea ingår i släktet Caenurgina och familjen nattflyn. Inga underarter finns listade i Catalogue of Life.